# Élection sénatoriale de 2010 en Illinois
Les élections sénatoriales américaines de 2010 a eu lieu le 2 novembre en Illinois. Dans cet état, les élections primaires du parti démocrate et du parti républicain ont eu lieu le 2 février 2010. L'élection générale qui voit s'affronter le démocrate Alexi Giannoulias et le républicain Mark Kirk, s'annonçait indécise et très ouverte.

## Contexte
Cette élection fait suite à la nomination controversée de Burris le 30 décembre 2008 par le gouverneur de l'Illinois démocrate Rod Blagojevich pour remplacer le poste de sénateur de l'Illinois laissé vacant par le président élu Barack Obama. En effet, dans de nombreux États américains, la constitution de l'État donne pouvoir au gouverneur de pourvoir un poste de sénateur ou de représentant de l'État laissé vacant et ce jusqu'à la fin initialement prévu de ce mandat. Cette nomination a suscité la polémique surtout que le gouverneur Blagojevich étant sous le coup d'une enquête fédérale depuis quelques semaines pour avoir tenté de monnayer cette nomination et qui aura conduit à sa destitution quelques mois plus tard.

### Sénateur sortant
- Roland Burris, sénateur junior de l'Illinois depuis 2008. Après avoir un temps avoir été candidat à sa succession il y renonce finalement le 10 juillet 2009, faute de donations suffisantes.

## Élections primaires

### Primaire démocrate

#### Vainqueur
Candidat investit par le Parti démocrate de l'Illinois :

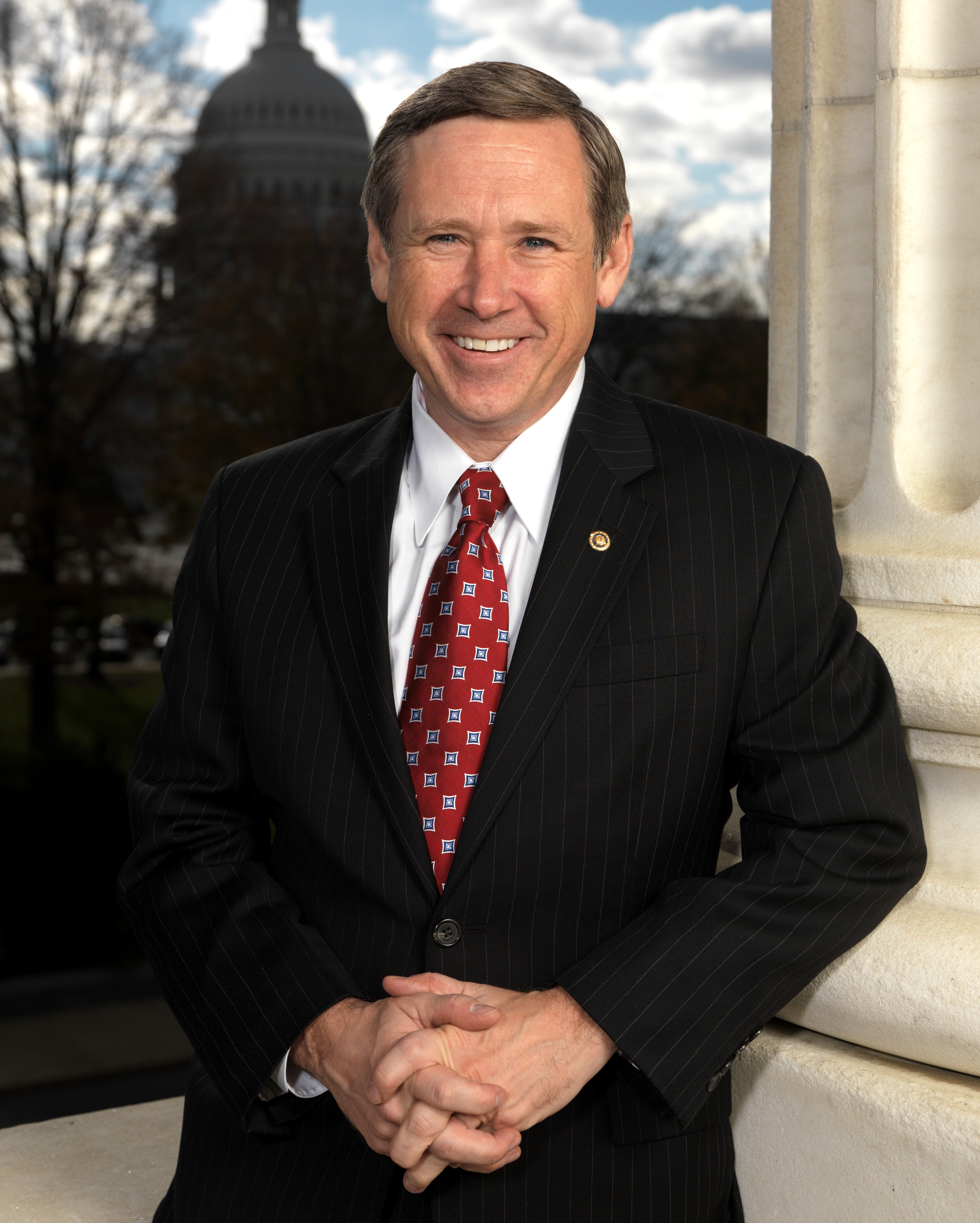
Mark Kirk, Représentant fédéral du 10e district de l'Illinois depuis 2001

#### Résultats
| Partis | Partis          | Candidats         | Voix    | %    |
| ------ | --------------- | ----------------- | ------- | ---- |
|        | Parti démocrate | Alexi Giannoulias | 351 120 | 38,9 |
|        | Parti démocrate | David Hoffman     | 303 719 | 33,7 |
|        | Parti démocrate | Cheryle Jackson   | 178 941 | 19,8 |
|        | Parti démocrate | Robert Marshall   | 51 606  | 5,7  |
|        | Parti démocrate | Jacob Meister     | 16 232  | 1,8  |

### Primaire républicaine

#### Vainqueur
Candidat investit par le Parti républicain de l'Illinois :
- Mark Kirk, 
Représentant fédéral du
 10e district de l'Illinois
depuis 2001

#### Résultats
| Partis | Partis            | Candidats       | Voix    | %    |
| ------ | ----------------- | --------------- | ------- | ---- |
|        | Parti républicain | Mark Kirk       | 419 149 | 56,6 |
|        | Parti républicain | Patrick Hughes  | 142 522 | 19,3 |
|        | Parti républicain | Donald Lowery   | 66 173  | 8,9  |
|        | Parti républicain | Kathleen Thomas | 53 914  | 7,3  |
|        | Parti républicain | Andy Martin     | 37 359  | 5,0  |
|        | Parti républicain | John Arrington  | 21 016  | 2,8  |

## Élection générale

### Résultats
| Partis | Partis                       | Candidats         | Voix      | %      | ±% |
| ------ | ---------------------------- | ----------------- | --------- | ------ | -- |
|        | Parti républicain            | Mark Kirk         | 1 749 941 | 48,4 % |    |
|        | Parti démocrate              | Alexi Giannoulias | 1 667 527 | 46,1 % |    |
|        | Tiers partis et indépendants | Autres candidats  |           |        |    |

#### Autres candidats
- LeAlan Jones (Vert).
- Michael Labno (Libertarien).
- Stan Jagla (Indépendant).
- Michael Niecestro (Indépendant).
- Randy Stufflebeam (Constitution).
- Alton Franklin (Indépendant).
- Dr Will Boyd (Indépendant).
- Robert Zadek (Indépendant).

## Sondages

### Sondages sur l'élection générale
| Source du sondage                                                                                                | Date de réalisation  | Alexi Giannoulias (D) | Mark Kirk (R) |
| --- | -------------------- | --------------------- | ------------- |
| Rasmussen Reports                                                                                                | 09 / 12 / 2009       | 42 %                  | 39 %          |
| Rasmussen Reports                                                                                                | 14 / 10 / 2009       | 41 %                  | 41 %          |
| Magellan Data | 09 / 10 / 2009       | 35 %                  | 42 %          |
| Rasmussen Reports                                                                                                | 11 / 08 / 2009       | 38 %                  | 41 %          |
| « Public Policy Polling »(Archive.org • Wikiwix • Archive.is • Google • Que faire ?) (consulté le 13 avril 2013) | 24 au 26 / 04 / 2009 | 35 %                  | 35 %          |
| Research 2000 | 26 au 28 / 01 / 2009 | 38 %                  | 30 %          |

## Comptes de campagne
| Candidats (Parti)                   | Recettes    | Dépenses    | Solde       | Dette     |
| ----------------------------------- | ----------- | ----------- | ----------- | --------- |
| Mark Kirk (R)                       | 6 665 711 $ | 3 729 636 $ | 3 015 943 $ | 0 $       |
| Alexi Giannoulias (D)               | 4 783 483 $ | 3 489 832 $ | 1 221 628 $ | 150 699 $ |
| Source: Federal Election Commission |             |             |             |           |